# Londýnský gangster
Londýnský gangster, v anglickém originále London Boulevard je britský filmový thriller. Jeho režisérem byl William Monahan a inspirován byl stejnojmenným románem Kenem Bruenem. Hlavní roli Harryho Mitchela, který se na začátku filmu vrátil z vězení, hraje Colin Farrell. Dále ve filmu hrají například Keira Knightley, David Thewlis, Anna Friel a Ben Chaplin.

## Obsazení
| Colin Farrell    | Harry Mitchel  |
| Keira Knightley  | Charlotte      |
| David Thewlis    | Jordan         |
| Anna Friel       | Briony Mitchel |
| Ben Chaplin      | Billy Norton   |
| Ray Winstone     | Rob Gant       |
| Eddie Marsan     | DS Bailey      |
| Stephen Graham   | Danny          |
| Ophelia Lovibond | Penny          |
| Matt King        | Fletcher       |